# Seznam zápasů české fotbalové reprezentace na LOH
- x – x = vítěz Česká republika.
- x – x = remíza.

| Datum utkání | Soupeř              | Výsledek                 | Soutěž                                 | Místo utkání       |
| ------------ | ------------------- | ------------------------ | -------------------------------------- | ------------------ |
| 4.9.1998     | Belgie              | 0 – 2                    | Kvalifikace na LOH 2000                | ???                |
| 9.10.1998    | Bosna a Hercegovina | 0 – 0                    | Kvalifikace na LOH 2000                | ???                |
| 13.10.1998   | Estonsko            | 0 – 3                    | Kvalifikace na LOH 2000                | ???                |
| 26.3.1999    | Litva               | 0 – 1                    | Kvalifikace na LOH 2000                | ???                |
| 30.03.1999   | Skotsko             | 0 – 1                    | Kvalifikace na LOH 2000                | ???                |
| 04.06.1999   | Estonsko            | 0 – 3                    | Kvalifikace na LOH 2000                | ???                |
| 8.6.1999     | Skotsko             | 2 – 3                    | Kvalifikace na LOH 2000                | ???                |
| 3.9.1999     | Litva               | 0 – 2                    | Kvalifikace na LOH 2000                | ???                |
| 7.9.1999     | Bosna a Hercegovina | 0 – 1                    | Kvalifikace na LOH 2000                | ???                |
| 8.10.1999    | Belgie              | 3 – 1                    | Kvalifikace na LOH 2000                | ???                |
| 13.11.1999   | Řecko               | 0 – 3                    | Kvalifikace na LOH 2000                | ???                |
| 17.11.1999   | Řecko               | 1 – 0                    | Kvalifikace na LOH 2000                | ???                |
| 27.5.2000    | Španělsko           | 1 – 1                    | Kvalifikace na LOH 2000                | ???                |
| 29.05.2000   | Nizozemsko          | 1 – 3                    | Kvalifikace na LOH 2000                | ???                |
| 1.6.2000     | Chorvatsko          | 3 – 4                    | Kvalifikace na LOH 2000                | ???                |
| 4.6.2000     | Itálie              | 2 – 1                    | Kvalifikace na LOH 2000                | ???                |
| 13.9.2000    | USA                 | 2 – 2                    | LOH 2000                               | Canberra           |
| 16.9.2000    | Kuvajt              | 3 – 2                    | LOH 2000                               | Brisbane           |
| 19.9.2000    | Kamerun             | 1 – 1                    | LOH 2000                               | Brisbane           |
| 12.10.2002   | Moldavsko           | 0 – 2                    | Kvalifikace na LOH 2004                | ???                |
| 16.10.2002   | Bělorusko           | 0 – 3                    | Kvalifikace na LOH 2004                | ???                |
| 28.3.2003    | Nizozemsko          | 0 – 3                    | Kvalifikace na LOH 2004                | ???                |
| 1.4.2003     | Rakousko            | 1 – 3                    | Kvalifikace na LOH 2004                | ???                |
| 11.6.2003    | Moldavsko           | 0 – 3                    | Kvalifikace na LOH 2004                | ???                |
| 5.9.2003     | Bělorusko           | 1 – 0                    | Kvalifikace na LOH 2004                | ???                |
| 9.9.2003     | Nizozemsko          | 2 – 1                    | Kvalifikace na LOH 2004                | ???                |
| 10.10.2003   | Rakousko            | 0 – 2                    | Kvalifikace na LOH 2004                | ???                |
| 15.11.2003   | Švýcarsko           | 1 – 2                    | Kvalifikace na LOH 2004                | ???                |
| 19.11.2003   | Švýcarsko           | 2 – 1 (4 : 3 na penalty) | Kvalifikace na LOH 2004                | ???                |
| 2.9.2006     | Kypr                | 0 – 2                    | Kvalifikace na ME do 21 let            | Akhna              |
| 6.9.2006     | Bělorusko           | 1 – 2                    | Kvalifikace na ME do 21 let            | Uherské Hradiště   |
| 6.10.2006    | Bosna a Hercegovina | 1 – 2                    | Kvalifikace na ME do 21 let - play-off | Jablonec nad Nisou |
| 10.10.2006   | Bosna a Hercegovina | 1 – 1                    | Kvalifikace na ME do 21 let - play-off | Sarajevo           |
| 11.6.2007    | Anglie              | 0 – 0                    | Kvalifikace na LOH 2008                | Arnhem             |
| 14.6.2007    | Srbsko              | 1 – 0                    | Kvalifikace na LOH 2008                | Nijmegen           |
| 17.6.2007    | Itálie              | 3 – 1                    | Kvalifikace na LOH 2008                | Arnhem             |
| 6.9.2009     | San Marino          | 0 – 8                    | Kvalifikace na ME do 21 let            | Serravalle         |
| 8.12.2009    | Island              | 0 – 2                    | Kvalifikace na ME do 21 let            | Reykjavík          |
| 9.4.2009     | Severní Irsko       | 0 – 2                    | Kvalifikace na ME do 21 let            | Jablonec nad Nisou |
| 8.9.2009     | Německo             | 1 – 2                    | Kvalifikace na ME do 21 let            | Wiesbaden          |
| 17.11.2009   | Severní Irsko       | 1 – 2                    | Kvalifikace na ME do 21 let            | Ballymena          |
| 11.8.2010    | San Marino          | 0 – 5                    | Kvalifikace na ME do 21 let            | Praha              |
| 3.9.2010     | Německo             | 1 – 1                    | Kvalifikace na ME do 21 let            | Mladá Boleslav     |
| 7.9.2010     | Island              | 1 – 3                    | Kvalifikace na ME do 21 let            | Jablonec nad Nisou |
| 12.6.2011    | Ukrajina            | 1 – 2                    | Kvalifikace na LOH 2012                | Viborg             |
| 15.6.2011    | Španělsko           | 2 – 0                    | Kvalifikace na LOH 2012                | Viborg             |
| 19.6.2011    | Anglie              | 1 – 2                    | Kvalifikace na LOH 2012                | Viborg             |
| 22.6.2011    | Švýcarsko           | 1 – 0 (po prodl.)        | Kvalifikace na LOH 2012                | Herning            |
| 25.6.2011    | Bělorusko           | 1 – 0                    | Baráž na LOH 2012                      | Aalborg            |